# 是IAN
是IAN是一个加拿大的动画片。动画片的地点是本那比。主人公依安是一个12岁的男孩，他的梦想是拍电影。